# Contea di Oregon
La contea di Oregon (in inglese Oregon County) è una contea dello Stato del Missouri, negli Stati Uniti. La popolazione al censimento del 2000 era di 10 344 abitanti. Il capoluogo di contea è Alton